# 利涅伊诺耶村委员会
利涅伊诺耶村委员会（俄语：Линейнинский сельсовет）是俄罗斯联邦阿斯特拉罕州纳里马诺夫区所属的一个村委员会。其下辖有4个居民点，行政中心为利涅伊诺耶。据2015年统计，该村委员会的人口为人。